# توباک (آریزونا)
توباک (به انگلیسی: Tubac) یک منطقهٔ مسکونی در ایالات متحده آمریکا است که در شهرستان سانتا کروز، آریزونا واقع شده‌است. توباک ۲۷٫۹۷ کیلومتر مربع مساحت و ۱٬۱۹۱ نفر جمعیت دارد و ۹۷۸ متر بالاتر از سطح دریا قرار دارد.